# Пелика

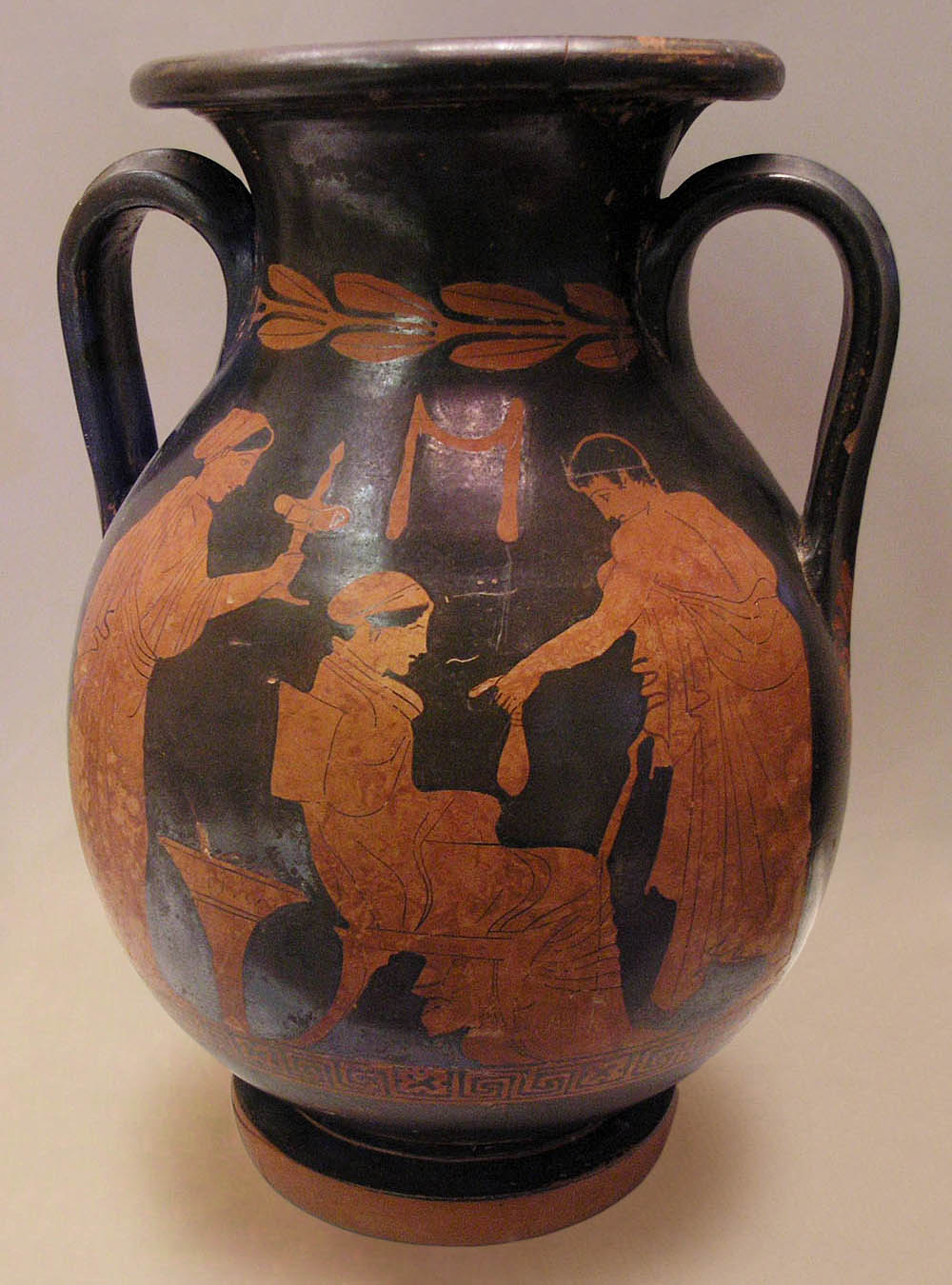
Пелика. Ок. 430 г. до н. э. Аттика. Краснофигурная роспись вазописца Полигнота. Юноша рассчитывается с гетерой

Пели́ка (др.-греч. πελίκη) — древнегреческий двуручный сосуд для вина или масла плавных очертаний с относительно широким устьем и туловом характерной каплевидной формы на невысокой кольцевидной ножке. Считается разновидностью амфоры, но, в отличие от амфор, имеет расширение тулова не в верхней, а в нижней части, что обеспечивает бо́льшую устойчивость наполненного жидкостью сосуда. Пелики чаще других сосудов использовали для росписи, поскольку их форма позволяла размещать на её поверхности сложные многофигурные композиции.
Пелики появились в античном керамическом производстве не ранее конца VI — начала V в. до н. э. Просуществовав на протяжении почти двух столетий в практике аттических гончаров и вазописцев, пелика исчезла из обихода греков вместе с другими традиционными формами древнегреческих керамических сосудов. С исчезновением краснофигурной вазописи прекратился и ввоз таких сосудов в древнегреческие колонии. В некоторых регионах местные мастера продолжали выделывать глиняные сосуды тех форм, которые были привычны местным жителям, не имевшим более возможности приобретать для своих нужд привозные изделия. Так, например, на Боспоре найдено большое количество поздних античных пелик, сохранивших в целом форму аттических сосудов, но переживших в причерноморском исполнении аттические на несколько десятилетий.

## Примеры
- Пелика с ласточкой